# Movila Miresii
Movila Miresii là một xã thuộc hạt Brăila, România. Dân số thời điểm năm 2002 là 4406 người.